# Eudactylina dollfusi
Eudactylina dollfusi is een eenoogkreeftjessoort uit de familie van de Eudactylinidae. De wetenschappelijke naam van de soort is voor het eerst geldig gepubliceerd in 1924 door Brian.